# Prolemur szerokonosy
Prolemur szerokonosy (Prolemur simus) – gatunek ssaka naczelnego z rodziny lemurowatych (Lemuridae). Występuje endemicznie we wschodniej części Madagaskaru. Jest krytycznie zagrożony wyginięciem.

## Taksonomia
Gatunek po raz pierwszy zgodnie z zasadami nazewnictwa binominalnego opisał w 1871 roku brytyjski zoolog John Edward Gray, nadając mu nazwę Hapalemur simus. Miejsce typowe to Madagaskar. Holotyp to młodociana samica (sygnatura BMNH 1870.9.2.2) ze zbiorów Muzeum Historii Naturalnej w Londynie; przed śmiercią zamieszkiwała London Zoo. Jedyny przedstawiciel rodzaju prolemur (Prolemur), który zdefiniował również w 1871 roku Gray.
Autorzy Illustrated Checklist of the Mammals of the World uznają ten takson za gatunek monotypowy.

### Etymologia
- Prolemur: gr. προ pro „blisko, w pobliżu”; rodzaj Lemur Linnaeus, 1758 (lemur)[13].
- Prohapalemur: gr. προ pro „blisko, w pobliżu”; rodzaj Hapalemur I. Geoffroy Saint-Hilaire, 1851 (maki)[14][3].
- simus: gr. σιμος simos „z zadartym nosem”[15].

## Zasięg występowania
Prolemur szerokonosy występuje w środkowo-wschodnim i południowo-wschodnim Madagaskarze; do niedawna gatunek ten był ograniczony do południowo-centralnych lasów deszczowych, w tym do Parków Narodowych Ranomafana i Andringitra, korytarza Ambositra-Vondrozo i izolowanych lasów między tymi lokalizacjami i na wschód od tych lokalizacji (np. Ambolomavo, Ifanadiana, Kianjavato) oraz jednej lokalizacji na północ od rzeki Manampatrana (Evendra); badania przeprowadzone w XXI wieku potwierdziły obecność w lasach Torotorofotsy, w regionie Parku Narodowego Andasibe-Mantadia oraz w osiemnastu miejscach w okolicach korytarza Ankeniheny-Zahamena oraz w pięciu dodatkowych miejscach wokół korytarza leśnego Marolambo i aż na północ do Parku Narodowego Zahamena oraz w pobliżu Parku Narodowego Midongy du Sud na południu.

## Morfologia
Długość ciała (bez ogona) 40–42 cm, długość ogona 45–48 cm; masa ciała 2,2–2,5 kg (samce są prawdopodobnie cięższe od samic).

## Ekologia
Prolemur szerokonosy jest związany z obszarami, na których występują duże skupiska bambusów. Spotykany na wysokościach od 20 do 1600 m n.p.m. Aktywny w dzień i w nocy. Żyje w grupach poligamicznych, które zajmują terytorium 40–60 ha lub większe. Okres godowy rozpoczyna się w maju lub czerwcu, a młode rodzą się zwykle w październiku i listopadzie. Samice zwykle rodzą jedno młode każdego roku, po okresie ciąży trwającym około 150 dni. Dojrzałość płciową osiągają w wieku około dwóch lat. W niewoli obserwowano osobniki, które żyły ponad 17 lat.

## Status i ochrona
W Czerwonej księdze gatunków zagrożonych Międzynarodowej Unii Ochrony Przyrody (IUCN) umieszczony w kategorii gatunków krytycznie zagrożonych wyginięciem (CR; ang. critically endangered). Dawniej był szeroko rozprzestrzeniony w wielu częściach wyspy. Z powodu niszczenia środowiska oraz polowań jego populacja została ograniczona do poziomu około 500 osobników (dane z 2012).